# Uttaradit (stad)
Uttaradit (Thais: อุตรดิตถ์) is een Thaise stad in de regio Noord-Thailand. Uttaradit is hoofdstad van de provincie Uttaradit en het district Uttaradit. De stad telde in 2000 bij de volkstelling 52.838 inwoners.

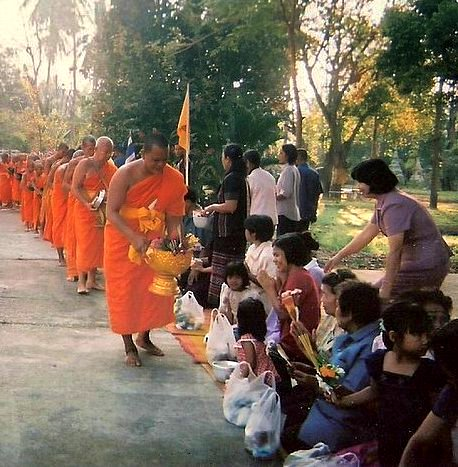
Thaise boeddhisten tijdens de Pindabat (aalmoezengang), Uttaradit, 2006

Uttaradit ligt aan de Nan rivier.